# سی‌جی۷
«سی‌جی۷» (انگلیسی: CJ7) فیلمی در ژانر علمی–تخیلی و کمدی به کارگردانی استیون چو است که در سال ۲۰۰۸ منتشر شد. از بازیگران آن می‌توان به استیون چو اشاره کرد.